# عبد الرحمن بن عبد الله الأرحبي
عبد الرحمن بن عبد الله الأرحبي كان من صحابة الحسين بن علي، استُشهد في كربلاء.

## النسب
هو عبد الرحمن بن عبد الله الأرحبي. وأرحب هي أحد الفروع الشهيرة لقبيلة بني همدان الشيعية. وكان عبد الرحمن من ذوي النفوذ في الكوفة وكان من بين صحابة علي بن أبي طالب والحسين بن علي. وقد ورد اسمه بطرق مختلفة مثل عبد الرحمن الكدري، وعبد الرحمن بن عبد الله الأرحبي، وعبد الرحمن بن عبيد الأرحبي.

## صحبة مسلم بن عقيل
عندما رفض الحسين بن علي بيعة يزيد بن معاوية لمجاهرة فسقه، وذهب إلى مكة، كتب أهل الكوفة رسائل لدعوة الحسين إلى الكوفة. وكان عبد الرحمن بن عبد الله وقيس بن مسهر ممن بعثهم أهل الكوفة بثلاثة وخمسين رسالة كما ورد في رواية أخرى مائة وثلاثة وخمسين رسالة أو خمسين رسالة إلى الحسين. وكان محتوى هذه الرسائل كلها دعوته للذهاب إلى الكوفة. دخلوا مكة في العاشر أو الثاني عشر من رمضان سنة 60 أو تموز سنة 680.
وردًّا على رسائل الكوفيين قرر الحسين إرسال مسلم بن عقيل إلى الكوفة لمعرفة مدى تأييد الكوفيين له. رافق مسلم بن عقيل: قيس بن مشير الصيداوي، وعبد الرحمن بن عبد الله، وعمارة بن عبيد السلولي في رحلته إلى الكوفة. وبعد استشهاد مسلم بن عقيل خرج عبد الرحمن من الكوفة سرًّا وانضم إلى موكب الحسين.

## في معركة كربلاء
وفي يوم عاشوراء قتل عبد الرحمن جنودًا وجرح آخرين من جيش عمر بن سعد. ويُعتبر من شهداء الهجوم الأول للعدو. ودفن بنو أسد جثمانه مع بقية شهداء كربلاء في مقبرة الشهداء الجماعية. وقد ورد اسمه في الزيارة الناحية المقدسة باسم عبد الرحمن بن عبد الله بن الكدري الأرحبي.